# World Series of Poker 2022
Le World Series of Poker 2022, sono state la 53ª edizione della manifestazione, il main event è stato vinto dal norvegese Espen Jorstad.
Gli 89 tornei si sono svolti dal 31 maggio al 20 luglio, in tre nuovi impianti, il Bally's, il Paris e il Nevada situati tutti a Las Vegas.
Tutti gli eventi hanno visto assegnato il braccialetto di campione delle World Series, l'evento principale numero 70 (10.000̩$ No-Limit Hold'em Main Event) ha registrato 8663 partecipanti e ha avuto inizio il giorno 3 luglio.
La manifestazione ha raggiunto il suo culmine con l'ultimo torneo programmato, l'evento numero 89 (Tournament of Champions), competizione esclusiva con un montepremi complessivo di un milione di dollari, riservata ai campioni in possesso di almeno un titolo mondiale, ovvero il braccialetto delle WSOP.

## Eventi preliminari
Il programma della manifestazione è stato pubblicato sul sito ufficiale delle WSOP  nel mese di febbraio 2022.
| High stakes      | Tornei con iscrizione > 10,000$                                                       |
| Eventi esclusivi | Tornei speciali con punteggio non valido per la proclamazione delː Player of the Year |

| #  | Evento                                                 | Iscritti | Vincitore                                 | Premio      | Runner-up                      |
| -- | ------------------------------------------------------ | -------- | ----------------------------------------- | ----------- | ------------------------------ |
| 1  | $500 Casino Employees No-Limit Hold'em                 | 832      | Kate Kopp (1/1)                           | $65,168     | Wyatt Frost                    |
| 2  | $100,000 High Roller Bounty No-Limit Hold'em           | 46       | David Peters (1/4)                        | $1,166,810  | Chance Kornuth (0/3)           |
| 3  | $2,500 Freezeout No-Limit Hold'em                      | 752      | Scott Seiver (1/4)                        | $320,059    | Alexander Farahi               |
| 4  | $1,500 Dealers Choice 6-Handed                         | 430      | Brad Ruben (1/4)                          | $126,288    | Jaswinder Lally (0/1)          |
| 5  | $500 The Housewarming No-Limit Hold'em                 | 20.080   | Henrieto Acain (1/1)                      | $701,215    | Jared Kingery                  |
| 6  | $25,000 Heads Up No-Limit Hold'em Championship         | 64       | Dan Smith (1/1)                           | $509,717    | Christoph Vogelsang            |
| 7  | $1,500 Omaha Hi-Lo 8 or Better                         | 1.086    | Amnon Filippi (1/1)                       | $252,718    | Matt Vengrin                   |
| 8  | $25,000 High Roller No-Limit Hold'em                   | 251      | Chad Eveslage (1/1)                       | $1,415,610  | Jake Schindler                 |
| 9  | $1,500 Seven Card Stud                                 | 329      | Alex Livingston (1/1)                     | $103,282    | Daniel Weinman                 |
| 10 | $10,000 Dealers Choice 6-Handed Championship           | 123      | Ben Diebold (1/1)                         | $299,488    | Mike Gorodinsky (0/2)          |
| 11 | $600 No-Limit Hold'em Deepstack                        | 5.715    | Raj Vohra (1/1)                           | $335,286    | Qing Liu                       |
| 12 | $50,000 High Roller No-Limit Hold'em                   | 101      | Jake Schindler (1/1)                      | $1,328,068  | Brek Schutten                  |
| 13 | $1,500 Limit Hold'em                                   | 522      | Michael Moncek (1/1)                      | $145,856    | Ben Ross                       |
| 14 | $1,500 No-Limit Hold'em 6-Handed                       | 2.392    | Leo Soma (1/1)                            | $456,889    | Thomas Schultz                 |
| 15 | $10,000 Omaha Hi-Lo 8 or Better Championship           | 196      | Daniel Zack (1/2)                         | $440,757    | Dustin Dirksen                 |
| 16 | $3,000 No-Limit Hold'em                                | 1.240    | Stefan Lehner (1/1)                       | $558,616    | Toby Boas                      |
| 17 | $2,500 Mixed Triple Draw Lowball                       | 309      | Dominick Sarle (1/1)                      | $164,243    | Jerry Wong                     |
| 18 | $1,000 Freezeout No-Limit Hold'em                      | 2.663    | Bryan Schultz (1/1)                       | $330,057    | Young Sik Eum                  |
| 19 | $25,000 High Roller Pot-Limit Omaha                    | 264      | Tong Li (1/1)                             | $1,467,739  | Fabian Brandes                 |
| 20 | $1,500 Limit 2-7 Lowball Triple Draw                   | 350      | Denis Nesterenko (1/1)                    | $108,250    | Von Altizer                    |
| 21 | $1,500 Monster Stack No-Limit Hold'em                  | 6.501    | Mike Jukich (1/1)                         | $966,577    | Mateusz Moolhuizen             |
| 22 | $10,000 Seven Card Stud Championship                   | 95       | Adam Friedman (1/5)                       | $248,254    | Jean Gaspard (0/1)             |
| 23 | $3,000 Limit Hold'em 6-Handed                          | 213      | Jeremy Ausmus (1/4)                       | $142,147    | Michael Rocco (0/1)            |
| 24 | $1,000 FLIP & GO No-Limit Hold'em                      | 1.329    | Christopher Chatman (1/1)                 | $187,770    | Rafi Elharar                   |
| 25 | $800 No-Limit Hold'em Deepstack                        | 4.062    | Rajaee Wazwaz (1/1)                       | $358,346    | Robert Crow                    |
| 26 | $10,000 Limit Hold'em Championship                     | 92       | Jonathan Cohen (1/1)                      | $245,678    | Kyle Dilschneider              |
| 27 | $1,500 Shootout No-Limit Hold'em                       | 1.000    | Michael Simhai (1/1)                      | $240,480    | David Dowdy                    |
| 28 | $50,000 High Roller Pot-Limit Omaha                    | 106      | Robert Cowen (1/2)                        | $1,393,816  | Dash Dudley (0/2)              |
| 29 | $1,500 No-Limit 2-7 Lowball Draw                       | 437      | Maxx Coleman (1/1)                        | $127,809    | Thomas Newton                  |
| 30 | $1,000 Pot-Limit Omaha 8-Handed                        | 1.891    | Daniel Weinman (1/1)                      | $255,359    | Jamey Hendrikson               |
| 31 | $10,000 Limit 2-7 Lowball Triple Draw Championship     | 118      | Brian Hastings (1/6)                      | $292,146    | Eric Wasserson                 |
| 32 | $1,500 H.O.R.S.E.                                      | 773      | Steve Albini (1/2)                        | $196,089    | James Morgan                   |
| 33 | $3,000 No-Limit Hold'em 6-Handed                       | 1.348    | Nino Ullmann (1/1)                        | $594,079    | Timothy Flank                  |
| 34 | $1,500 Freezeout No-Limit Hold'em                      | 1.774    | Justin Pechie (1/2)                       | $364,899    | Samuel Bifarella               |
| 35 | $2,500 Mixed Big Bet Event                             | 281      | Lok Chan (1/1)                            | $144,338    | Drew Scott                     |
| 36 | $1,500 Seven Card Stud Hi-Lo 8 or Better               | 471      | Ali Eslami (1/1)                          | $135,260    | Chris Papastratis              |
| 37 | $1,500 Millionaire Maker No-Limit Hold'em              | 7.961    | Yuliyan Kolev (1/2)                       | $1,125,189  | Oren Rosen                     |
| 38 | $10,000 No-Limit 2-7 Lowball Draw Championship         | 121      | Pedro Bromfman (1/1)                      | $294,616    | Scott Seiver (1/4)             |
| 39 | $3,000 Pot-Limit Omaha 6-Handed                        | 719      | Fabian Brandes (1/1)                      | $371,358    | Leonid Yanovski                |
| 40 | $10,000 Seven Card Stud Hi-Lo 8 or Better Championship | 137      | Daniel Zack (2/3)                         | $324,174    | David Funkhouser               |
| 41 | $1,000 Super Turbo Bounty No-Limit Hold'em             | 2.227    | Ramsey Stovall (1/1)                      | $191,223    | Timothy Heng                   |
| 42 | $100,000 High Roller No-Limit Hold'em                  | 62       | Aleksejs Ponakovs (1/2)                   | $1,897,363  | Phil Ivey (0/10)               |
| 43 | $500 Freezeout No-Limit Hold'em                        | 4.786    | David Perry (1/1)                         | $241,729    | Chris Moorman (0/2)            |
| 44 | $10,000 H.O.R.S.E. Championship                        | 192      | Andrew Yeh (1/1)                          | $487,129    | Craig Chait                    |
| 45 | $1,500 Pot-Limit Omaha                                 | 1.437    | Phil Hui (1/3)                            | $311,782    | Daniel Tordjman                |
| 46 | $5,000 No-Limit Hold'em 6-Handed                       | 920      | Jonathan Pastore (1/1)                    | $771,765    | Stephen Song (0/1)             |
| 47 | $1,000 Seniors No-Limit Hold'em Championship           | 7.188    | Eric Smidinger (1/1)                      | $694,909    | Ben Sarnoff                    |
| 48 | $1,500 Eight Game Mix 6-Handed                         | 695      | Menikos Panagiotou (1/1)                  | $180,783    | Nick Yunis                     |
| 49 | $2,000 No-Limit Hold'em                                | 1.977    | Simeon Spasov (1/1)                       | $527,944    | Mike Watson                    |
| 50 | $250,000 Super High Roller No-Limit Hold'em            | 56       | Alex Foxen (1/1)                          | $4,563,700  | Brandon Steven                 |
| 51 | $400 Colossus No-Limit Hold'em                         | 13.565   | Paul Hizer (1/1)                          | $414,490    | Sam Laskowitz                  |
| 52 | $2,500 Nine Game Mix 6-Handed                          | 456      | Kijoon Park (1/1)                         | $219,799    | André Akkari (0/1)             |
| 53 | $5,000 Mixed No-Limit Hold'em/Pot-Limit Omaha          | 788      | João Simão (1/2)                          | $686,242    | Marius Gierse                  |
| 54 | $500 Salute to Warriors No-Limit Hold'em               | 3.209    | James Todd (1/1)                          | $161,256    | Brett Coltman                  |
| 55 | $1,000 Tag Team No-Limit Hold'em                       | 913      | Espen Jørstad (1/1) Patrick Leonard (1/1) | $74,042     | Jamie Kerstetter Corey Paggeot |
| 56 | $50,000 The Poker Players Championship                 | 112      | Daniel Cates (1/2)                        | $1,449,103  | Yuri Dzivielevski (0/2)        |
| 57 | $600 Deepstack Championship No-Limit Hold'em           | 4.913    | Tamas Lendvai (1/1)                       | $299,464    | Frank Reichel                  |
| 58 | $1,500 Pot-Limit Omaha Hi-Lo 8 or Better               | 1.303    | Lawrence Brandt (1/1)                     | $289,610    | Corey Wade                     |
| 59 | $1,000 Super Seniors No-Limit Hold'em                  | 2.668    | Massoud Eskandari (1/1)                   | $330,609    | Jennifer Gianera               |
| 60 | $10,000 Short Deck No-Limit Hold'em                    | 110      | Shota Nakanishi (1/1)                     | $277,212    | Ben Lamb (0/1)                 |
| 61 | $10,000/$1,000 Ladies No-Limit Hold'em Championship    | 1.074    | Jessica Teusl (1/1)                       | $166,975    | Julie Le                       |
| 62 | $1,500 Super Turbo Bounty No-Limit Hold'em             | 2.569    | Dash Dudley (1/3)                         | $301,396    | David Sanchez                  |
| 63 | $10,000 Pot-Limit Omaha Hi-Lo 8 or Better Championship | 284      | Eli Elezra (1/5)                          | $611,362    | Chino Rheem                    |
| 64 | $600 Pot-Limit Omaha Deepstack                         | 2.858    | Konstantin Angelov (1/1)                  | $199,466    | Gregg Merkow                   |
| 65 | $3,000 Freezeout No-Limit Hold'em                      | 1.359    | David Jackson (1/2)                       | $598,173    | Phil Hellmuth (0/16)           |
| 66 | $1,000 Mini Main Event No-Limit Hold'em                | 5.832    | Young Sik Eum (1/1)                       | $594,189    | Cosmin Joldis                  |
| 67 | $10,000 Super Turbo Bounty No-Limit Hold'em            | 419      | Nacho Barbero (1/1)                       | $587,520    | Fabiano Kovalski               |
| 68 | $1,000 Million Dollar Bounty No-Limit Hold'em          | 14.112   | Quincy Borland (1/1)                      | $750,120    | Kevin Hong                     |
| 69 | $10,000 Pot-Limit Omaha 8-Handed Championship          | 683      | Sean Troha (1/1)                          | $1,246,770  | Shiva Dudani                   |
| 70 | $10,000 No-Limit Hold'em Main Event                    | 8.663    | Espen Jørstad (2/2)                       | $10,000,000 | Adrian Attenborough            |
| 71 | $1,111 One More for One Drop No-Limit Hold'em          | 5.702    | Mike Allis (1/1)                          | $535,610    | Ryan Riess (0/1)               |
| 72 | $1,500 Mixed Omaha                                     | 771      | Bradley Anderson (1/1)                    | $195,565    | Scott Abrams                   |
| 73 | $1,500 Razz                                            | 383      | Daniel Strelitz (1/2)                     | $115,723    | Lynda Tran                     |
| 74 | $1,500 Bounty Pot-Limit Omaha                          | 1.390    | Pei Li (1/1)                              | $190,219    | Nolan King                     |
| 75 | $777 Lucky 7's No-Limit Hold'em                        | 6.891    | Gregory Teboul (1/1)                      | $777,777    | Rodney Turvin                  |
| 76 | $1,979 Poker Hall of Fame Bounty No-Limit Hold'em      | 865      | Hong Jin-ho (1/1)                         | $276,067    | Punnat Punsri                  |
| 77 | $1,500 Mixed No-Limit Hold'em/Pot-Limit Omaha          | 1.234    | Sandeep Pulusani (1/2)                    | $277,949    | Esther Taylor-Brady            |
| 78 | $2,500 No-Limit Hold'em                                | 1.364    | Sebastien Aube (1/1)                      | $499,636    | Julien Loire                   |
| 79 | $10,000 Razz Championship                              | 125      | Julien Martini (1/4)                      | $328,906    | Hal Rotholz                    |
| 80 | $600 Mixed No-Limit Hold'em/Pot-Limit Omaha Deepstack  | 2.107    | Romans Voitovs (1/1)                      | $158,609    | Michael Dobbs                  |
| 81 | $5,000 Freezeout No-Limit Hold'em 8-Handed             | 756      | Mo Arani (1/1)                            | $665,459    | Johannes Straver               |
| 82 | $800 No-Limit Hold'em Deepstack 8-Handed               | 2.812    | Richard Alsup (1/1)                       | $272,065    | Gary Whitehead                 |
| 83 | $50,000 High Roller No-Limit Hold'em                   | 97       | João Vieira (1/2)                         | $1,384,413  | Lander Lijo                    |
| 84 | $3,000 H.O.R.S.E.                                      | 327      | Lawrence Brandt (2/2)                     | $205,139    | Roberto Marin                  |
| 85 | $1,500 The Closer No-Limit Hold'em                     | 2.968    | Minh Nguyen (1/1)                         | $536,280    | Ahmed Karrim                   |
| 86 | $10,000 No-Limit Hold'em 6-Handed Championship         | 394      | Gregory Jensen (1/1)                      | $824,649    | Pavel Plesuv                   |
| 87 | $5,000 No-Limit Hold'em 8-Handed                       | 573      | Michael Wang (1/2)                        | $541,604    | Farid Jattin                   |
| 88 | $1,000 Super Turbo No-Limit Hold'em                    | 1.282    | Jaspal Brar (1/1)                         | $190,731    | Jesse Lonis                    |
| 89 | WSOP Tournament of Champions                           | 470      | Benjamin Kaupp (1/1)                      | $250,000    | Raul Garza                     |

Risultati verificati su The Hendon Mob  e sul sito ufficiale delle WSOP .

## Tavolo Finale del Main Event
Evento in programma numero 70 (No-Limit Hold'em Main Event) che attribuisce formalmente il titolo di Campione del Mondo 2022 delle WSOP.
| Nome                | Chips numero di gettoni (percentuale sul totale) | WSOP Cashes num. di volte a premio* | WSOP Premi ottenuti (in dollari USA) * |
| ------------------- | ------------------------------------------------ | ----------------------------------- | -------------------------------------- |
| Matthew Su          | 80.800.000 (15,5%)                               | 0                                   | 0                                      |
| Matija Dobric       | 78.950.000 (15,2%)                               | 11                                  | $235.513                               |
| Espen Jørstad       | 68.400.000 (13,2%)                               | 22                                  | $810.052                               |
| Michael Duek        | 65.075.000 (12,5%)                               | 4                                   | $608.839                               |
| Jeffrey Farnes      | 56.150.000 (10,8%)                               | 6                                   | $27.509                                |
| Aaron Duczak        | 55.400.000 (10,7%)                               | 35                                  | $144.269                               |
| John Eames          | 54.950.000 (10,6%)                               | 18                                  | $273.286                               |
| Adrian Attenborough | 44.200.000 (8,5%)                                | 5                                   | $27.659                                |
| Philippe Souki      | 15.900.000 (3,1%)                                | 7                                   | $39.067                                |

*Statistiche effettuate prima della manifestazione

### Risultati del Main Event
| Posizione | Nome e Cognome      | Premio in dollari US |
| --------- | ------------------- | -------------------- |
| 1°        | Espen Jørstad       | $10.000.000          |
| 2°        | Adrian Attenborough | $6.000.000           |
| 3°        | Michael Duek        | $4.000.000           |
| 4°        | John Eames          | $3.000.000           |
| 5°        | Matija Dobric       | $2.250.000           |
| 6°        | Jeffrey Farnes      | $1.750.000           |
| 7°        | Aaron Duczak        | $1.350.000           |
| 8°        | Philippe Souki      | $1.075.000           |
| 9°        | Matthew Su          | $850.675             |